# Abubakr Abakarov
Abubakr Abakarov, all'anagrafe Abubakr Islambekovič Abakarov (in russo Абубакр Исламбекович Абакаров?; Chasavjurt, 28 gennaio 1999), è un lottatore russo naturalizzato azero, specializzato nella lotta libera, vincitore del bronzo ai mondiali di Oslo 2021.

## Biografia
He esordito in nazionale maggiore con la Russia gareggiando all'Alexander Medved Prizes, dove si è classificato ottavo.
Compete per i colori dell'Azerbaigian dal 2016, anno in cui ha esordito nella nazionale cadetti, vincendo il mondiale ed ottenendo un bronzo europeo. Dal 2017 al 2019 ha gareggiato nelle categorie junior, guadagnando un oro agli europei e un argento e un bronzo al mondiale. Ha esordito con la nazionale seniores azera all'Intercontinental Cup 2017 disputata a Chasavjurt, in cui si è piazzato diciottesimo.
Ai mondiali di Oslo 2021 ha vinto la medaglia di bronzo, sconfiggendo lo slovacco Boris Makojev nella finale per il terzo posto, dopo essere stato eliminato dal tabellone principale dallo statunitense David Tailor in semifinale. Nei turni precedenti aveva superato il tedesco Ahmed Dudarov ai trentaduesimi, l'ucraino Mukhammed Aliiev ai sedicesimi, il georgiano Sandro Aminashvili ai quarti.

## Palmarès
| Anno | Manifestazione   | Sede       | Evento | Risultato | Note |
| ---- | ---------------- | ---------- | ------ | --------- | ---- |
| 2016 | Europei cadetti  | Stoccolma  | 69 kg  | Bronzo    |      |
| 2016 | Mondiali cadetti | Tbilisi    | 69 kg  | Oro       |      |
| 2017 | Europei junior   | Dortmund   | 74 kg  | 10º       |      |
| 2018 | Mondiali junior  | Trnava     | 74 kg  | Argento   |      |
| 2018 | Mondiali         | Budapest   | 74 kg  | 8º        |      |
| 2019 | Europei junior   | Pontevedra | 79 kg  | Oro       |      |
| 2019 | Mondiali junior  | Tallinn    | 79 kg  | Bronzo    |      |
| 2019 | Mondiali U23     | Budapest   | 79 kg  | Argento   |      |
| 2020 | Europei          | Roma       | 86 kg  | 8º        |      |
| 2021 | Mondiali         | Oslo       | 86 kg  | Bronzo    |      |
| 2022 | Europei          | Budapest   | 86 kg  | Argento   |      |

## Altre competizioni internazionali
2020
- Oro negli 86 kg allo Yasar Dogu ( Istanbul)
- 7º negli 86 kg nella Coppa del mondo individuale ( Belgrado)

2021
- Bronzo negli 86 kg al Grand Prix de France Henri Deglane ( Nizza)
- 5º negli 86 kg al Torneo di qualificazione olimpica europeo ( Budapest)
- Bronzo negli 86 kg al Torneo di qualificazione olimpica mondiale ( Sofia)